# Tmesisternus ruficornis
Tmesisternus ruficornis là một loài bọ cánh cứng trong họ Cerambycidae.